# Euxoa persubtilis
Euxoa persubtilis är en fjärilsart som beskrevs av Corti 1929. Euxoa persubtilis ingår i släktet Euxoa och familjen nattflyn. Inga underarter finns listade i Catalogue of Life.